# Tunnel Deschanel
 (août 2025).
Si vous disposez d'ouvrages ou d'articles de référence ou si vous connaissez des sites web de qualité traitant du thème abordé ici, merci de compléter l'article en donnant les références utiles à sa vérifiabilité et en les liant à la section « Notes et références ».
Pour les articles homonymes, voir Deschanel.
Le tunnel Deschanel est un tunnel ferroviaire bruxellois d'une longueur de 548 mètres.
Il passe sous l'avenue Paul Deschanel, le square Armand Steurs, le boulevard des Quatre Journées et le square Félix Delhaye. 
L'entrée nord du tunnel est située au croisement de l'avenue Deschanel et de la rue de la Consolation à Schaerbeek.
À l'autre extrémité du tunnel se trouve la gare de la chaussée de Louvain à Saint-Josse-ten-Noode. Le tunnel Deschanel se trouve entre le tunnel Josaphat et le tunnel Schuman.

## Situation ferroviaire
C'est la ligne Infrabel à double voie 161 qui passe par ce tunnel.
La vitesse dans le tunnel est limitée à 50 km/h.

## Histoire
Le tunnel a été nommé d'après l'ancien Président de la République française Paul Deschanel, né à Schaerbeek en 1855.

## Localisation des entrées
- Entrée nord : 50° 51′ 20″ N, 4° 22′ 41″ E
- Entrée sud : 50° 51′ 04″ N, 4° 22′ 49″ E